# إضافة (العربية)
الإضافة في اللغةِ العربِيَّةِ هيَ نسبةٌ بين لفظتين، تُنسبُ الأولى إلى الثانيةِ بغيةَ تعريفِها أو تخصيصِها. تُدعى اللَّفظة الأولى مضافاً والثانية مضافاً إليهِ، مثالُ: «هذا ابن زيدٍ» فبالإضافة عُرِفَ الولدُ بأنه ابنٌ لزيدٍ بعدما كان مجهولاً، ويُجرُّ المضافُ إليه في حين يُعرَبُ المضافُ حسبَ موقعهِ في الجملةِ.
وللإضافةِ في لغةِ العربِ واسَِعُ الاستعمالِ، وقد ألَّفَ «ابنُ فضلِ اللَّهِ المُحبِّي» معجماً لغويّاً سمَّاه «ما يُعَوَّلُ عليه في المضافِ والمضافِ إليه» جمعَ فيه التعابيرَ ذواتَ المضافِ والمضافِ إليه في اللغةِ العربيَّةِ، وشرحَ معانيَِها ممَّا جرَى على ألسنةِ العربِ على سبيلِ الكنايةِ، والمجازِ، والاستعارةِ، والتشبيهِ، مثلُ: «ابنُ ثليلٍ» وهوَ الليلُ المقمرُ، و«أبو زبيبةٍ» وهو الرجلُ القصيرُ.
ومثلُ ذلك كثيرٍ مما تعارفَ عليهِ العربُ واشتَهرَ على لسانها، كقولهم: «أمُّ عامرٍ» وهي الضَّبُعُ، و«أبو الحُصَينِ» وهو الثعلب، و«أبو صابرٍ» وهو الحمارُ، و«نجمةُ الصُّبحِ» وهي «كوكبُ الزُّهرةِ»، و«بَنَاتُ نَعْشٍ الكبرى» و«بَنَات نَعْش الصُّغرى» وهما مجموعتا نجومِ «كوكبة الدب الأكبر» و«كوكبة الدب الأصغر» على التوالي.

## تعريف الإضافة
«الإضافة» في اللغةِ العربيّةِ الإسنادُ، وعندَ النحاةِ هيَ نسبةٌ بين اسمينِ ليتعرَّفَ أولهُما بالثاني إنْ كانَ الثاني معرفةً نحوُ كتابُ فاطمةَ، أو يتخصَّصَ بهِ إنْ كانَ نكرةً نحوُ قلم حبرٍ،
فالإضافةُ تتألفُ منْ جزأيْنِ متضايفيْن يُدعى الأولُ منهُما «المضافَ» (أيْ مضافاً إلى اسمٍ آخرَ)، ويليهِ الثاني ويدعى «مُضافاً إليهِ» (أيْ أُضيفَ إليه الاسمُ الأوّلُ).
و«المضافُ» بذلكَ هو كلُّ اسمٍ أضيفَ إلى اسمٍ آخرَ، و«المضافُ إليهِ» هوَ كلُّ اسمٍ نُسِبَ إليهِ اسمٌ آخرُ بواسطةِ حرفِ الجرِّ إمَّا لفظاً نحو: «مررت بزيدٍ»، وإمَّا تقديراً نحوُ: «غلامُ زيدٍ» و«خاتمُ فضَّةٍ»، وتقديرُهُما «غلامٌ لزيدٍ»، و«خاتمٌ من فضةٍ»، فالمضافُ إذنْ يجرُّ المضافَ إليهِ -قالهُ سيبويهُ والجمهورُ-، والاثنانِ يصبحانِ كالكلمةِ الواحدةِ، فصارتِ «الإضافةُ» بهذا المعْنى تقابلُ الجارَّ والمجرورَ وقسيمةً لهما.
وغايةُ القصدِ من «الإضافةِ»:
- أن يَتمَيَّزَ الاسمُ الأولُ (المضافُ) فيُعرَفَ وذلكَ بنسبتهِ إلى معرفةٍ (المضافُ إليهِ) كما في قولنا: «غادر مدرسُ الفيزياءِ» فعُرِفَ هذا المدرسُ -بعدما كانَ نكرةً (مجهولاً)- لاختلافِهِ عنِ الآخرينَ بكونهِ يدرِّسُ الفيزياءَ، ويضافُ الشيءُ إلى سواهُ لأدنى ملابسةٍ أوِ ارتباطٍ بينهما، ففي قولهِ تعالى: ﴿كأنهم يومَ يروْنها لمْ يلبثوا إلا عشيةً أو ضُحاها﴾(1) [العشيّةُ: منِ انتصافِ النهارِ -أو أوانِ الظهرِ- إلى الغروبِ، والضحى: من طلوعِ الشمسِ إلى الظهرِ]، أضيفَتِ «الضحى» إلى الضميرِ العائدِ على «العشيّةِ» وليس بينهما ملابسةٌ إلا كونُهُما طرفَيِ النهارِ. قال سيبويهِ: «ألا ترى أنّك تقولُ: هذا حبُّ رُمّانٍ، فإذا كانَ لك قلتَ: هذا حبُّ رمّاني، فأضفتَ الرمّانَ إليك، وليس لك الرمّانُ إنما لك الحَبُّ». يقصدُ أضفتَ الرمّانَ لنفسكَ لملابسةٍ معه وهي ملكُكَ حَبّه فحسب.
- أو يَتمَيَّزَ «المضافُ» تخصيصاً بإضافتِهِ إلى نكرةٍ، مثالٌ: «هذا سائق حافلةٍ» إذ لم يعدِ «المضافُ» مجهولاً جهالةً تامَّةً ولا معروفاً تمامَ المعرفةِ، بل يُدعى حينها نكرةً مُخصَّصَة.
والاسمانِ المتضايفانِ يكتسبانِ بـ«الإضافةِ» معنىً زائداً لايُفيدُهُ أيٌّ منهما بمفردهِ، فـ«ساعي البريدِ» يفيد معنىً خاصّاً هو من يقومُ بتسليمِ البريدِ، وهوَ يختلفُ عن معنى الساعي على إطلاقهِ، ومعنى البريدِ على إطلاقهِ كذلك، وهو قولهم: «هي نسبةٌ تقييديّةٌ بين اسمينِ»، أيْ قُيّدَ الأولُ بالثاني فاكتسبَ منه معنىً زائداً ولم يعدْ على إطلاقهِ.
وغرضُ «الإضافةِ» سواءً أكان للتعريفِ أم للتخصيصِ هو الغاية الحقيقيّة من «الإضافة». على أنَّهُ ثمَّة نوعٌ ثانٍ يُلحقُ بالإضافةِ وهو «الإضافةُ اللفظيَّةُ» لايفيدُ تعريفاً ولا تخصيصاً يردُ لاحقاً.

## أنواع «الإضافة»
«الإضافةُ» في كلامِ العربِ على نوعينِ معنويّةٌ ولفظيّةٌ.

### الإضافة المعنوية
وتسمى أيضاً «الإضافةَ المحضةَ»، وتُحْملُ على أحدِ ثلاثةِ معانٍ كلٌّ منها يختصُّ بحرفِ جرٍّ:
1 - لامُ الملكِ أو الاختصاصِ: كقولنا: «داري» أي دارٌ لي، «رأيُ خالدٍ» أي رأيٌ لخالدٍ، وهي أكثرُ ما يقعُ في الإضافاتِ. ونقولُ مثلاً: «طائرةُ الخطوطِ الجويّةِ الماليزيّةِ» على سبيلِ الملكيّةِ، و«غداً تقلعُ طائرتُنا» -أيْ التي نسافرُ بها- على سبيلِ الاختصاصِ.
2 - مِنْ البيانيّةِ: حينَ يكونُ المضافُ إليهِ جنساً للمضافِ، كقولنا: «ثوبُ حريرٍ» أو «ثوبُ الحريرِ» أيْ ثوبٌ مِنْ حريرٍ، ولا فرق بين إضافة الاسم إلى جنسه باستعمال مِن وبدون استعمالها، فحذفها للتخفيف، وإذا حُذف حرف الجر مِن وكان المضافُ مُنوّناً نُصب المضاف إليه لأنه تمييز، فيقال هذا ثوبٌ خزاً (الخزُّ تمييز).
3 - في الظرفيّةِ: حينَ يكونُ المضافُ إليهِ ظرفاً في المعنى للمضافِ، كقولنا: «أتعبني سهرُ الليلِ، وحراسةُ الحقولِ» أي سهرٌ في الليلِ وحراسةٌ في الحقولِ.
ودعِيَتْ هذهِ الإضافةُ معنويّةً لأنها تفيدُ أمراً معنويَّاً وهوَ تعريفُ المضافِ (جعله معرفةً) أو تخصيصُهُ،
وسبقَ القولُ إلى أنَّ هذا النوعَ هوَ الغايةُ الحقيقيّةُ منَ «الإضافةِ»، لذلك متى أطلقَ لفظُ الإضافةِ أريدَ به «الإضافةُ المعنويّةُ» هذه. وعلى هذا قالَ «المناوي» في كتابهِ «التوقيفُ على مهمَّاتِ التعاريفِ»: «الإضافةُ ضمُّ شيءٍ إلى شيءٍ، ومنهُ» الإضافةُ «في اصطلاحِ النحاةِ، لأنَّ الأولَ مُنْضمٌّ للثاني ليكتسبَ منهُ التعريفَ أوِ التخصيصَ»، فقصدَ «الإضافةَ المعنويةَ» وحسب.
والمضاف إلى معرفةٍ له درجة المعرفة التي يُضاف إليها، فإذا أضيفتِ الكلمة إلى اسمٍ علَمٍ مثل غلام زيد، فالمضاف علَم، وكذلك ما يَضاف إلى اسم الإشارة والاسم الموصول، ما عدا ما يُضاف إلى المُضمرِ فإن المضاف لا تكون له درجة المضمر بل درجة العلَم، كقولهم غلامُك، فإن هذا المضاف له درجة العلَم.

### الإضافة اللفظية
أوِ «الإضافةُ غيرُ المحضةِ»، وفيها يكونُ «المضافُ» أحدَ "المشتقَّاتِ" التي تعملُ عملَ الفعلِ، يُضافُ هذا المشتقُ إلى معمولِهِ الذي يصبحُ «المضافَ إليهِ»، وهذي "المشتقاتُ" هي:
- «اسمُ الفاعلِ»: كما في قولهِ تعالى: ﴿قلِ اللَّهُمَّ فاطرَ السماواتِ والأرضِ، عالمَ الغيبِ والشهادةِ﴾(3)، وهنا اسما الفاعلِ «فاطَرَ» و«عالِمَ» عاملانِ في المفعوليْنِ «السماواتِ» و«الغيبِ»، وقدْ أضيفَا إليهما.

- «اسمُ المفعولِ»: كقولنا «هذا اللاعبُ مكسورُ الرِّجلِ» وهنا "اسمُ المفعولِ" «مكسورٌ» عاملٌ في «نائبِ الفاعلِ» «الرِّجلِ» وهو «مضافٌ»، والرِّجلِ «مضافٌ إليهِ».

- صيغةُ مبالغةٍ مِنِ اسمِ الفاعلِ: كما في قولِهِ تعالى: ﴿ اعلمُوا أنَّ الله شديدُ العقابِ وأنَّ الله غفورٌ رحيم ﴾(4)، وهنا صيغةُ مبالغةٍ مِنِ اسمِ الفاعلِ «شديدٌ» (على وزنِ فعيلٍ) عاملةٌ في المفعولِ بهِ «العقابِ»، وقدْ أُضيفَتْ إليه.

- صفةٌ مشبَّهةٌ بالفعلِ: كقولِ أحدهمْ لابنِهِ: «صادقِ امْرّءّاً حسنَ الخلقِ»، فهنا عملتِ الصفةُ المشبَّهةُ «حَسَن» (على وزنِ فَعَل) في الفاعلِ «الخلق» (أصلها يَحسُنُ خُلُقُهُ)، وقدْ أضيفتْ إليه.

وفي هذا النوعِ منَ الإضافةِ يصحُّ إعمالُ «المضافِ» فنقولُ مثلاً: «اللاعبُ مكسورةٌ رجلُهُ» وعندها ينوَُّنُ «المضافُ» ولايعودُ مضافاً، بلِ غدا «المضافُ» و«المضافُ إليهِ» هما «رجلُهُ» منَ الاسمِ والضميرِ، (هنا تعربُ مكسورٌ خبراً، ورجلُ مقعولاً بهِ لاسمِ المفعولِ مكسورٌ). وتتّسِمُ «الإضافةُ اللفظيّةٌ» بإمكانيَّةِ استبدالِ فعلٍ مكانَ الاسمِ المضافِ ولايتغيَّرُ المعْنى، ففي المثالِ: «هذا اللاعب مكسورُ الرَِجلِ» يمكنُ أنْ يُقالَ «كُسرَتْ رجلُهُ» (استبْدالُ الفعلِ المبنيٌِ للمجهولِ باسمِ المفعولِ)، وهوَ معنى العبارةِ: «إعمالُ المضافِ» أي أصبحَ عاملاً في الاسمِ بعدَهُ كما الفعلِ.
و«الإضافةُ اللفظيّةٌ» ضربٌ منَ التخفيفِ اللفظيِّ لا غيرَ، كالقولِ: «ضاربُ زيدٍ» تخفيفاً من القولِ «ضاربٌ زيداً»، وفي المثالِ: «صادقِ امْرّءّاً حسنَ الخلقِ» (حسن: صفةٌ لامرئٍ وهيَ مضافٌ، والخلقُ: مضافٌ إليهِ) يُحذفُ التنوينُ (علامةُ التنكيرِ) بسببِ الإضافةِ فيخفَّ اللفظُ (بدلاً من «امْرّءّاً حسناً خلقهُ»)، ويجدرُ الانتباهُ هنا إلى أنَّ الصفةَ المشبَّهَةَ بالفعلِ «حسنَ» لم تكتسبْ تعريفاً منْ إضافتِها ل«الخُلُقِ» بدليلِ أنَّها وصفتْ نكرةً («امرءاً») والمعرفةُ لاتصفُ النكرةَ، ولذلكَ عندما ساقَ ابنُ هشامٍ تعريفَهُ للإضافةِ اللفظيَةِ قالَ فيهِ: «أنْ يكونَ المضافُ صفةً، والمضافُ إليهِ معمولاً لتلكَ الصفةِ»، فهي إذن لاتعدو كونَهَا صفةً من حيثُ معناها وعملُها. قالتِ الخنساءُ (ت: 24هـ) ترثي أخاها صخراً:

## من أحكام الإضافة

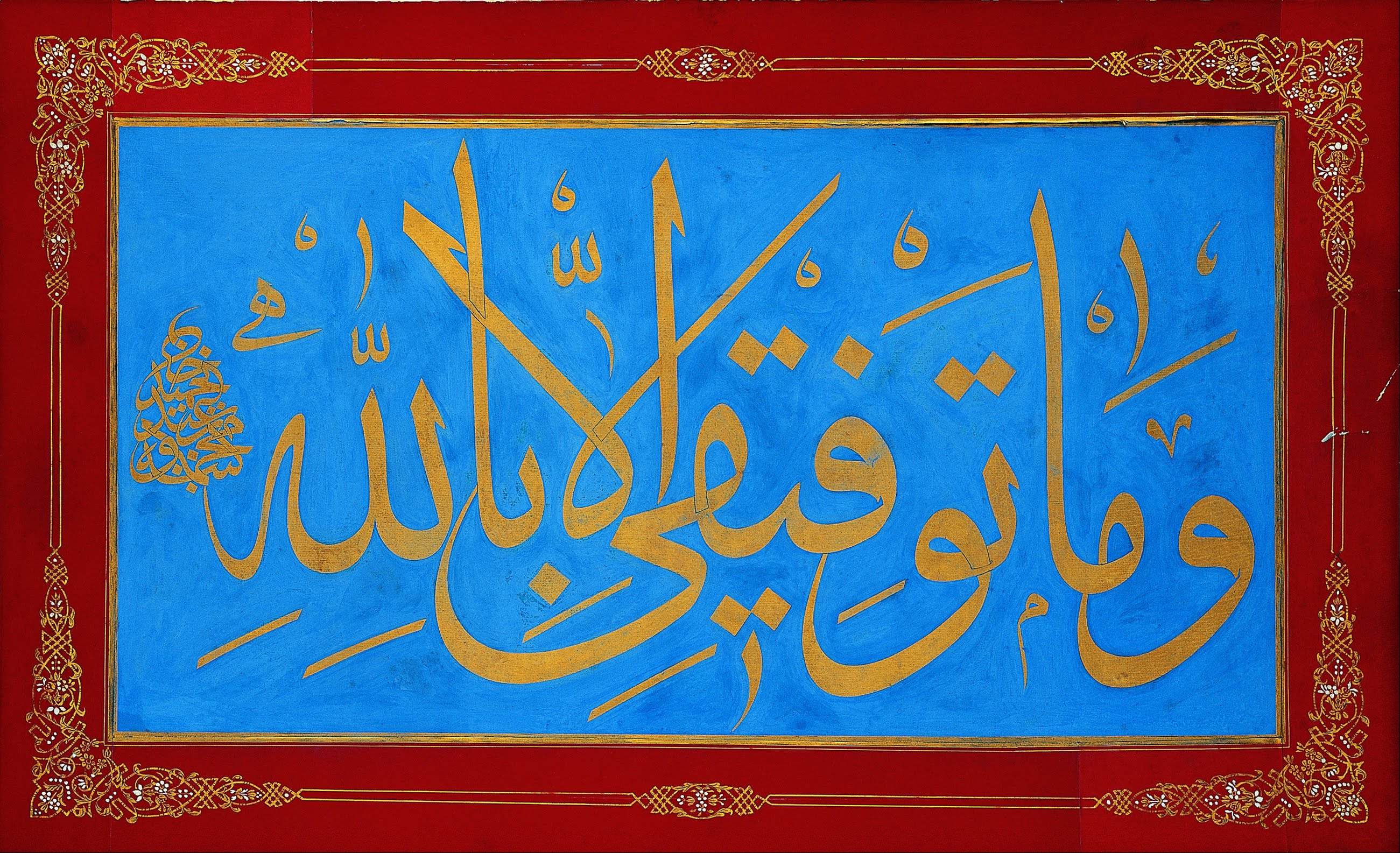
{وماتوفيقي إلا بالله}.
رسمٌ بخطِّ الثلثِ للسلطانِ العثماني محمودٌ الثاني (1785-1839)، مع توقيعه: «رسمه محمود بن عبد الحميد خان».

### امتناع دخول علامات التنكير و«أل» التعريف على المضاف
- لمَّا كانتِ الغايةُ منَ «الإضافةِ» التعريفَ بالمضافِ أو تخصيصَه أي جعْلُهُ معْرفةً أو نكرةً مخصصة، امتنعَتْ -عندئذٍ- علاماتُ التنكيرِ منِ الدخولِ عليهِ كالتنوينِ في الاسمِ المفردِ، والنونِ في كلٍّ منَ المثنَّى وجمعِ المذكَّرِ السالمِ، كما في قولِنا: «حضرَ مهندسا الدارِ وبنَّاؤوها» فالأصلُ في حالِ التنكيرِ مهندسانِ، وبنَّاؤونَ، ونقولُ في الإعرابِ: حُذفتِ النونُ للإضافةِ (أي بسببِها)، قال تعالى في سورة القمر: ﴿إِنَّا مُرْسِلُو النَّاقَةِ فِتْنَةً لَهُمْ فَارْتَقِبْهُمْ وَاصْطَبِرْ ۝٢٧﴾(5)، والأصلُ مرسلِونَ،[2] وكذلك الملحق بالمذكر السالم، في الآية «شغلتنا أموالنا وأهلونا» إذ أُضيفت كلمة «أهلون» إلى ضمير الجمع «نا»، فصارت «أهلونا»، وشذت من الملحق بعض الكلمات، مثل كلمة الأرَضون، والسنون، فيجوز أن يقال فلانٌ قضى سِني حياته، وفلانٌ قضى سنينَ حياته، إعراب «سني» ملحق بالمذكر السالم منصوب بالياء وُحذفت النون للإضافة، ويعرب «سنينَ حياته» مفعول به منصوب وعلامة نصبه الفتحة وهو مضاف، وحياته مضاف إليه.[17][18]
- ومثلما صار «المضافُ» معرفةً فامتنعَتْ عليهِ علاماتُ التنكيرِ، كذلكَ يمتنعُ عليهِ دخولُ «أل» التعريفِ لأنَّهُ لايجوزُ أنْ يجتمعَ على الاسمِ تعريفانِ في آنٍ،[19] ولو صارَ الاسمُ المحلّى بـ«أل» علماً لغَلَبَةِ الاستعمالِ مثلَ «المدينةِ المنوَّرَةِ»، أوْ لأصلِ التسميةِ مثلَ «القاهرةِ»، أو لتعريب الاسم مثل «اللاذقية»، فإنهُ عندَ الإضافةِ يُجرَّدُ منْها، فيقالُ مثلاً: «مدينةُ الرسولِ» و«قاهرةُ المعزِّ» و«لاذقية العرب».[20]

وعليهِ الخطأ الشائعُ على ألسنةِ العامّةِ إذْ يُدخلونَ «ال» على «غيرٍ» حينَ الإضافةِ، فيقولونَ: «الكلامُ الغيرُ المفهومِ»، وهوَ خطاٌ مستقبَحٌ بيّنٌّ، والصوابُ: «الكلامُ غيرُ المفهومِ»، وكذا «الاسمُ الفوقُ الثلاثيُّ»، وصوابُهُ «الاسمُ فوقُ الثلاثيِّ»، و«الطابعةُ ثلاثيّةُ الأبعادِ» وليس «الطابعةُ الثلاثيّةُ الأبعاد».
- ولكنْ في «الإضافةِ اللفظيَّةِ» حصراً يمكنُ للألفِ واللامِ أنْ تدخلَ على المضافِ بأحدِ شروطٍ خمسٍ:[21]

1. أنْ يكونَ «المضافُ» مثنَّى، نحوُ «رأيتُ المؤدِّبَا وَلَدِهِما».
2. أنْ يكونَ «المضافُ» جمعَ مذكَّرٍ سالماً، كما في قولهِ تعالى: ﴿ والمقيمي الصلاةِ وممَّا رزقناهُمْ ينفقون ﴾(6).
3. أنْ يكونَ «المضافُ إليهِ» محلَّىً ب«ال»، نحوُ «رأيتُ المؤنِّبَ الوَلَدِ».
4. أنْ يكونَ «المضافُ إليهِ» مضافاً بدورهِ إلى محلَّىً بـ«ال»، نحوُ «الضاربُ رأسَ الرجلِ».
5. أنْ يكونَ «المضافُ إليهِ» مضافاً بدورهِ إلى ضميرٍ عائدٍ على اسمٍ محلَّىً بـ«أل»، نحوُ «رأيتُ الرجلَ المؤنِّبَ وَلَدِهِ».

### حذف «المضاف» أو إقامة «المضاف إليه» مقام «المضاف»
- تتألّفُ «الإضافةُ» منْ جزأيْنِ متضايفيْنِ «مضافٍ» و«مضافٍ إليهِ»، ولكنْ كثيراً ما يحدثُ أنْ يُحذفَ «المضافُ» ويُقامَ «المضافُ إليهِ» مُقامَهُ عندَ جلاءِ المعْنى وأمْنِ اللّبْسِِ بقرينةٍ لفظيّةٍ أو معنويّةٍ، وبحذفِ «المضافِ» يأخذُ «المضافُ إليهِ» محلَّهُ منَ الإعرابِ نتيجةَ ذلكَ، كما في قولِهِ تعالى: ﴿واسْألِ القريةَ التي كُنَّا فيها، والعِيرَ التي أقبلنا فيها، وإنَّا لَصادقون﴾(7) وتقديرُ المعْنى: اسْألْ «أهلَ القريةِ» و«أربابَ العيرِ» (العيرُ: الجمالُ والنوقُ، ويُقصدُ بها القافلةُ)، وقرينةُ أمنِ اللُّبْسِ معنويةٌ تُدرَكُ منَ السياقِ فلايٌعْقَلُ أنْ يكونَ السؤالُ لمنازلِ القريةِ وجدرانِها، ولا لبهائمِ القافلةِ.[22] قال عنترةَ العبسيِّ (ت: حوالَيْ 608م):

والمرادُ فرسانُ الخيلِ، والقرينةُ معنويَّةُ مفهومةٌ منَ السياقِ.
وكما في قولِهِ تعالى: ﴿وأُشْرِبوا في قلوبِهُمُ العجلَ بكُفْرِهِم﴾(8) والتقديرُ: «حبَّ العجلِ»، والقرينةُ معنويَّةٌ، وقول رسولِ الله ﷺ:《من حفر ماءً لم يشرَبْ منه كَبِدٌ حَرَّى من جِنٍّ، ولا إنسٍ، ولا طائرٍ، إلا آجَره اللهُ يومَ القيامةِ، ومن بنى مسجداً كمِفْحَصِ قَطَاةٍ أو أصغرَ بنى اللهُ له بيتاً في الجنَّةِ》، والتقدير حفر بئرَ ماءٍ، والقرينةُ معنويَّةٌ. وقولُهُمْ: «ما كلُّ بيضاءَ شحمه، ولا سوداءَ تمره»، والأصلُ «ولا كلُّ سوداءَ تمره» فحذفوا كلَّ الثانيةِ بقرينةٍ لفظيَّةٍ هيَ وجودُ «كلٌّ» الأولى، والقولُ: «بدأتُ بـقراءةِ مقدمةِ الكتابِ، ثمَّ الفصلِ الأولِ» والتقديرُ «ثم قراءةِ الفصلِ الأولِ» وحُذِفتْ «قراءة» بقرينةٍ لفظيَةٍ هي «قراءة» الأولى، وقولُهُم: «قَررتِ المحكمةُ» أي «هيئةُ المحكمةِ» والقرينةُ معنويَّةٌ.
وحذفُ «المضافِ» والإتيانُ بـ«المضافِ إليهِ» في مكانِهِ شائعٌ في العربيّةِ ويدلُّ على بلاغةٍ واقتدارٍ.

#### ومن صور إقامة «المضاف إليه» مقام «المضاف»

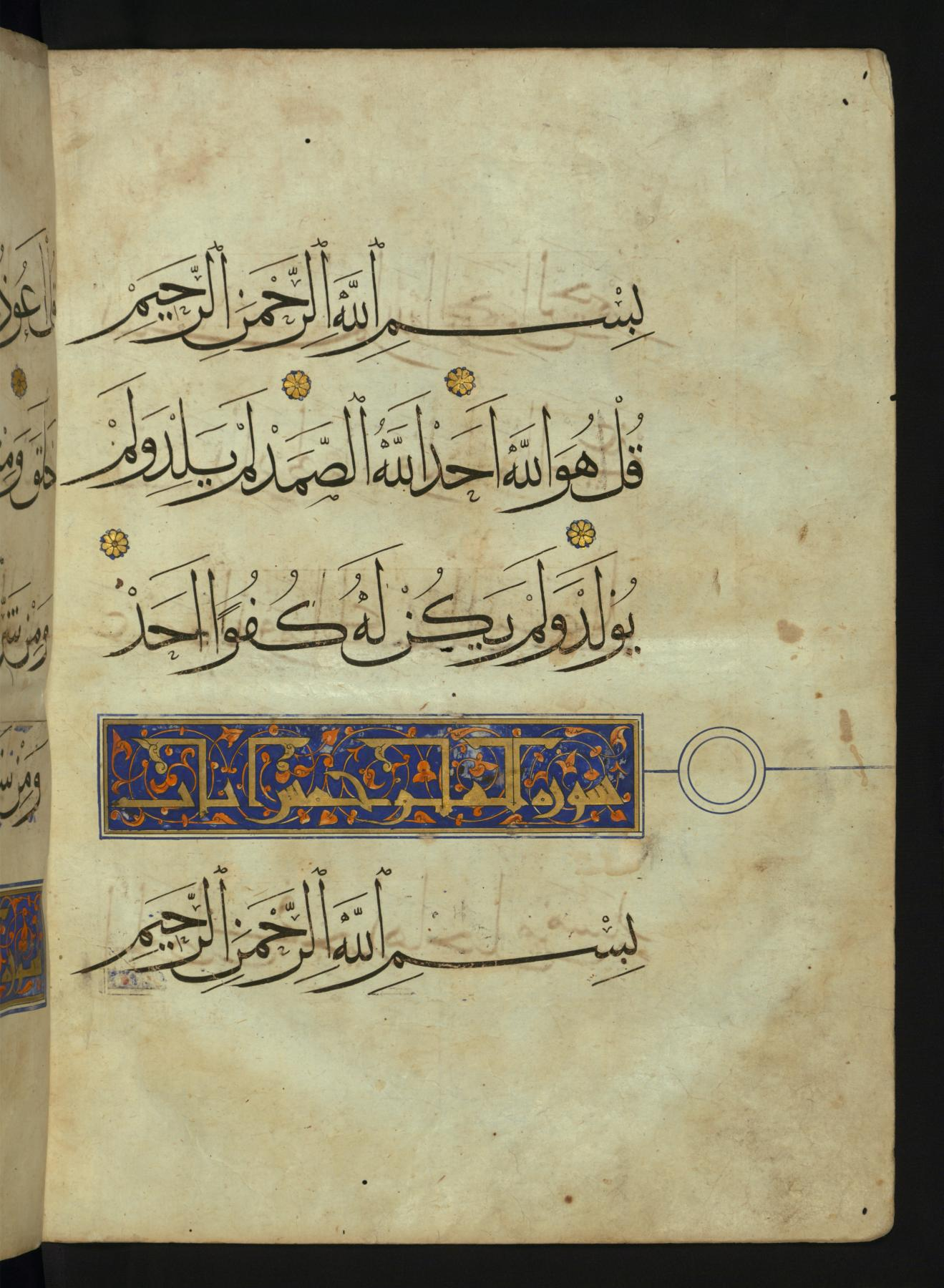
مخطوطة لسورة الإخلاص تعود للعصر التيموري في القرن التاسع الهجري الخامسَ عشرَ الميلادي. كتبت فيها "البسملة"، إضافة "اسم" إلى لفظ الجلالة (باسم الله).

- المُقسَم بهِ: كما في قولهِ تعالى: ﴿والذَّارياتِ ذَروا * فـالحاملاتِ وِقرا * فـالجارياتِ يُسرا * فـالمُقسِّماتِ أَمْرا﴾(9)، والتقديرُ: «ورَبِّ الرياحِ الذارياتِ، وربِّ السّحُبِ الحاملاتِ (المُثقَلاتِ غيثاً)، وربِّ السفنِ الجارياتِ، وربِّ الملائكةِ المقسِّمات»، فأُتِي بالمضافِ إليهِ مكانَ المضافِ «ربّ» منعاً للتكرارِ، [وفي الآياتِ أيضاً حذفٌ للموصوفِ (الرياحُ، السحبُ..) والإتيانُ بالصفةِ مكانَهُ (الذارياتِ، الحاملاتِ..) بلاغةً في المعْنى وأشدَّ وقعاً].
- تقديرُ «كراهةٍ» أو «خشيةٍ» وإقامةُ المصدرِ المؤوَّلِ منْ (أنْ وما بعدَها) مُقامَها، كما في قولهِ تعالى: ﴿يُبيِّنُ اللهُ لَكُم أنْ تَضِلُّوا﴾(10)، والتقديرُ: كراهةَ ضلالِكُمٍ (أنْ تضلوا)، وقدَّرَها الكوفيّونَ على حذفِ «لا» بمعنى لئلا تضلوا، ولكنْ قالَ الزّجاجُ في «معاني القرآنِ وإعرابه»: «غيرَ أنَّ كراهةَ أجودُ في العربيَّةِ»، وكذلك في قولهِ تعالى: ﴿وألقَى فِي الأَرضِ رَواسِيَ أنْ تَمِيدَ بِكُم﴾(11) أيْ كراهةَ أنْ تميدَ بكمْ.
- الوَصفُ بِالمَصدرِ: الإتيانُ بالمصدرِ على سبيلِ الوصفِ إنّما يكونُ لشدّةِ المبالغةِ، يُقالُ مثلاً: «رجلٌ عدْلٌ» و«عالمٌ ثقةٌ»، ولكنْ لايوصّفُ بالمصدرِ لأنهُ اسمٌ جامدٌ وليسَ مشتقّاً مثلما لايوصفُ باسمِ الجنسِ فيقالُ: «رجلٌ ذو مالٍ» ولايقالُ: رجلٌ مالٌ، لذلكَ تُقدَّرُ «ذو» للمصدرِ أسوةً باسمِ الجنسِ، كما في قولهِ تعالى على لسانِ إبراهيمَ -عليهِ السلامُ-: ﴿إنَّنِي براءٌ ممَّا تَعبُدُونَ﴾(12) والتقديرُ: «إنني ذو براءٍ مما تعبدون» مبالغةٌ من بريءٍ، وقدْ أقيمَ «المضافُ إليهِ» (المصدرُ) مكانَ «المضافِ» (ذو)، وقولُهُ تعالى أيضاً: ﴿وإذْ هُمْ نَجوَى﴾(13) والمعْنى: همْ ذَووُ نجْوى عوضاً منَ القولِ: «متناجينَ شديدي التناجي»، فأقيمَ «المضافُ إلَيهِ» «نجوى» مُقامَ «المضافِ» «ذووُ».
- وحذفُ «المضافِ» مُتداولٌ في «العامِّيَّةِ الدارجةِ» كذلكَ، وهوَ ممّا اقتُبِسَ من أساليبِ الفصحى، يَسألُ أحدُهُمْ -مثلاً- عن عنوانٍ أو شخصٍ ما فيُقالُ له: «سَلْ أحدَ هذهِ المحالِّ»، أو «اسأل هدول» أي «اسألْ هؤلاءِ» (معَ الإشارةِ إلى المحالِّ) والمقصودُ أحدَ عُمَّالِها أو القيِِّمِينَ عليها. ويسألُ المدرسُ الطالبَ عنْ دراستِهِ فيجيبُهُ: «أنهيْتُ الفيزياءَ، وسأبدأ بالرياضيّاتِ»، يَقصدُ «أنهيْتُ دراسةَ مادةِ الفيزياءِ، وسأبدأ بدراسةِ مادةِ الرياضيّاتِ»، وحُذفَ «المضافُ» بقرينةٍ معنويّةٍ.

### تذكير «المضاف» وتأنيثه حسب «المضاف إليه»
- قدْ يكتسبُ «المضافُ» التذكيرَ أوِ التأنيثَ منَ «المضافِ إليهِ» فيعامَلُ معامَلتَهُ، كما في قولِهِ تعالى: ﴿إنَّ رحمةَ اللهِ قريبٌ منَ المحسنين﴾(14) فـ«رحمةَ» (اسمُ إنَّ، وهوَ مضافٌ) مؤنثةٌ، ولكنَّ «قريبٌ» (خبرُ إنَّ) وردَتْ مذكّرةً مراعاةً للفظِ الجلالةِ (المضافِ إليهِ)،[25] والقولُ: «تُشكلُ شبهُ الجزيرةِ محميَّةً طبيعيَةً» أو «يُشكلُ»، وفي قولِ مجنونِ ليلى (ت. 24هـ-68هـ):

فالفعلُ «شغفَ» باتّصالهِ بالضميرِ «نونِ النسوةِ» (وهوَ في محلِّ رفعٍ فاعلِ) صارَ دالَّاً على المؤنثِ مراعاةً للمضافِ إليهِ مع أنَّهُ عاملٌ في المضافِ «حبَّ» وهوَ مذكَّرٌ، وبالمثلِ القولُ: «رضى أمِّكَ نفعتْكَ»، والقولُ: «تمَّ طباعةُ الكتابِ»، وشرطُ هذهِ القاعدةِ أنْ يستقيمَ المعْنى إذا ماحُذِفَ «المضافُ» وقامَ «المضافُ إليهِ» مُقامَهُ، ففي المثالِ الأوَّلِ يمكنُ القولُ: «وما الديارُ شغفْنَ قلبي»، وفي الثاني: «أمُّكَ نفعتْكَ»، وفي الثالثِ: «تمَّ الكتابُ»، أمَّا في قولنا مثلاً: «صحيفةُ خالدٍ مُزِّقَتْ» فلايستقيمُ المعْنى إذا قلنا «خالدٌ مُزِّقَ» وعليهِ لايصحُّ القولُ: «صحيفةُ خالدٍ مُزِّقَ».
- على أنَّ الأوْلى مراعاةُ جنسِ المضافِ على الدوامِ[25] إلا لغايةٍ في المعْنى متوخّاةٍ كما في قولِهِ تعالى: ﴿إنَّ رحمةَ اللهِ قريبٌ منَ المحسنين﴾(14) فالغايةُ الإشارةُ إلى قربِ اللهِ عزَّ وجلَّ من المحسنينَ كما رحمتُه.
- ولكنَّ هذا ليسَ في كلمةِ «كلٍٍّ»، إذِ الأصحُّ فيها تأنيثُ العائدِ عليها إذا كانَ المضافُ إليهِ مؤنَّثاً مع أنَّ لفظَها مذكَّرٌ، كما في قولِهِ تعالى: ﴿كلُّ نفسٍ بما كسبتْ رهينة﴾(15).[25]

### «كلا» و«كلتا» و«كل»، والأسماء الملازمة وغير الملازمة للإضافة

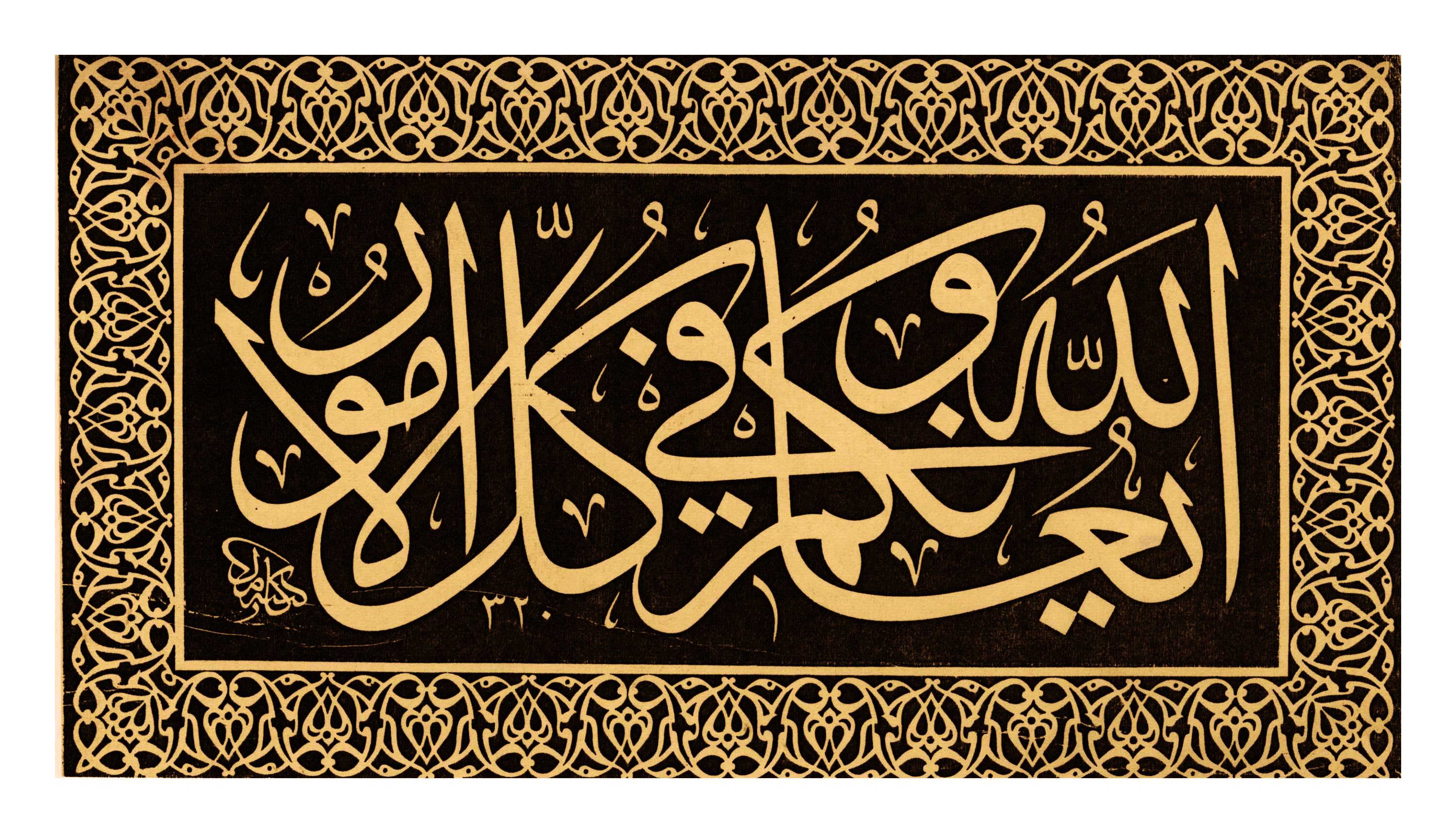
"الله يعاونكم في كلِّ الأمور" (خط الثلث).

- «كلا» و«كلتا» و«كلّ» من الأسماءِ التي تُلازمُها «الإضافةُ»، فلا تُذكرُ إلا مضافةً.[26]
- فأمَّا «كلا» و«كلتا» فإذا أضيفتا إلى ضميرٍ أعربَتَا إعرابَ الملحقِ بالمثنى أيْ مثلَهُ (وهوَ الرفعُ بالألفِ والنصبُ والجرُّ بالياءِ)، أمثلةٌ: «جاءَ الأخَوَانِ كلاهُما» و«اقتنِ الكتابيْنِ كليْهِما، واقرأْ مقدمتيْهِما كلتَيْهِما»، و«كلانا مُوافقٌ»، و«رأيتُ كليْنا مُوافقاً»، وفي المثاليْنِ الأخيريْنِ يصحُّ القولُ «كلانا مُوافقانِ»، و«رأيتُ كليْنا مُوافقيْنِ» بالتثنيةِ مراعاةً للمعنى، لكنَّ الحالةَ الأُولى وهيَ الإخبارُ عنْ «كلا» و«كلتا» بالمفردِ أفصحُ.[26]
- وإذا أضيفتْ «كلا» و«كلتا» إلى اسمٍ ظاهرٍ أعربَتَا إعرابَ الاسمِ المقصورِ (وهوَ الاسمُ المنتهي بألفٍ) فتقدَّرُ عليهِما جميع حركاتُ الإعرابِ، وهما -هنا- لاتُضافانِ إلا إلى معرفةٍ دالَّةٍ على اثنينِ، مثال: «كلا الرَّجلينِ سافرَ»، و«مررْتُ بكلتا البلدتينِ».[26] قال تعالى في سورة الكهف: ﴿كِلْتَا الْجَنَّتَيْنِ آتَتْ أُكُلَهَا وَلَمْ تَظْلِمْ مِنْهُ شَيْئًا وَفَجَّرْنَا خِلَالَهُمَا نَهَرًا ۝٣٣﴾(16).
- وأمَّا «كلٌّ» فالأفصحُ معها إذا أضيفتْ إلى معرفةٍ الإفرادُ مراعاةً للفظِها، كما في قولِهِ تعالى: ﴿وكلُّهمْ آتيهِ يومَ القيامةِ فَرْدا﴾(17)، وإذا أضيفتْ إلى نكرةٍ أو نُوِّنَتْ بعد حذفِ المضافِ إليهِ فالأفصحُ مراعاةُ المعنى، كما في قولِهِ تعالى: ﴿كلُّ حزبٍ بما لدَيْهمْ فرحون﴾(18) حيثُ روعِيَ معنى الجمعِ معَ أنَّ حزبَ مفردٌ، وكذلك ﴿كلٌّ إلينا راجعون﴾(19) (التقديرُ كلُّهُمْ راجعون).[26]
- ثمَّةَ أسماءٌ ملازمةٌ للإضافةِ غالباً أو دائماً، فإذا ماوردتْ في جملةٍ عرفنا أنها مضافةً إلى ما بعدَها، مثلُ: «بعضِ» و«جميعِ» (إذا لم تُنوَّنَا)، و«غيرِ»، و«سوى»، و«مثلِ»، و«معَ»، و«لدى»، و«شبهِ»، و«ذي» (أو «ذو» في حالةِ الرفعِ)، والظروفِ: «فوقِ»، و«تحتِ»، و«يمينِ»، و«شمالِ»، و«يسارِ»، و«شرق»، و«غرب»، و«جنوب»، و«بين»، و«أمامِ»، و«خلفِ»، و«وراءِ»، و«قبلِ»، و«بعدِ»، و«عندِ»، و«قُدَّامِ» (بمعنى «أمامِ»)، و«جرّاء».
- وهناكَ مصادرُ ملازمةٌ للإضافةِ سماعاً عن العربِ، مثلُ «سبحانَ اللهِ»، و«معاذَ اللهِ»، (سبحانَ: مفعولٌ مطلقٌ لفعلٍ مقدَّرٍ تقديرُهُ أُسبّحُ وهوَ مضافٌ، ولفظُ الجلالةِ مضافٌ إليهِ، وبالمثلِ «معاذَ اللهِ»)، و«حنانيكَ».[27]
- وثمَّةَ أسماءٌ لاتضافُ إلى ما بعدَها، وهيَ الضمائرُ، وأسماءُ الإشارةِ، والأسماءُ الموصولةُ، وأسماءُ الشرطِ، وأسماءُ الاستفهامِ ماعدا «أي»، كما في قولِهِ تعالى: ﴿وَمَاكُنْتَ لَدَيْهِمْ إذْ يُلْقُونَ أَقْلامَهُمْ أيُّهُمْ يَكْفُلُ مَرْيَمَ﴾(20).

### تعدد كل من المضاف والمضاف إليه
- ربَّما اشتركَ مضافانِ أو أكثرَ في المضافِ إليهِ، مثلُ: «حضرَ مدير المدرسةِ، ومعلمو المدرسةِ» فيجعلونها «حضرَ مديرُ ومعلمو المدرسةِ»، والفصيحُ القولُ: «حضرَ مديرُ المدرسةِ، ومعلموها» بإضافةِ الكلمةِ الثانيةِ إلى ضميرٍ عائدٍ على المضافِ إليهِ.[28]
- وكثيراً ما يردُ المضافُ إليهِ مضافاً بدورهِ إلى مضافٍ إليهِ آخرَ، مثالٌ: قولُ الفرزدقِ (38هـ-110هـ) يمدحُ زينَ العابدينِ عليَّ بنَ الحسينِ:

ولكنْ يحْسُنُ اجتنابُ الإضافاتِ الكثيرةِ المتتاليةِ مثلُ: «هذا حفيدُ ابنِ عمِّ زوجةِ أخي».

### الفصل بين المتضايفين
«المضافُ» و«المضافُ إليهِ» صارا بالإضافةِ بمنزلةِ «الكلمةِ» الواحدةِ، ويرى ابنُ جِنِّي في كتابهِ «الخصائص»: «وعلى الجملةِ فكلَّما ازدادَ الجزءانِ اتصالاً، قويَ قُبْحُ الفصلِ بينهما» [الجزآن: الجارَّ والمجرورَ، وِالمضافَ والمضافَ إليهِ]، إلا أنَّ ابنَ هشامٍ رأى جوازَ الفصلِ بينَ المتضايفَيْنِ في حالاتٍ سبعٍ، ثلاثٌ منها على السّعةِ [أي بلا حرجٍ]، وأربعٌ للضرورةِ خاصّةٌ بالشعرِ، والثلاثُ الأُوَلُ هيَ:
1 - أنْ يكونَ «المضافُ» مصدراً و«المضافُ إليهِ» فاعلُهُ، والفاصلُ بينهما:
- إما «مفعولُ المضافِ» مثلُ: «عبورُ الطريقَ السياراتِ ممنوعٌ»، والتقديرُ: «عبورُ السياراتِ الطريقَ ممنوعٌ».
- وإما «ظرفُ المضافِ» مثلُ: «تَرْكُ -يوماً- نفسِكَ وهواهَا، سَعيٌ لها في رَداها»، ففصلَ بينَ «تركِ» و«نفسِكَ» بالظرفِ «يوماً».

2 - أنْ يكونَ «المضافُ» اسمَ فاعلٍ و«المضافُ إليهِ» مقعولُهُ الأولُ، والفاصلُ بينهما:
- إما مفعولُهُ الثاني مثلُ قولِ الشاعرِ: «وسِواكَ مَانِعُ فَضْلَهُ المُحتاجِ» والتقديرُ: «وسِواكَ مَانِعُ المُحتاجِ فَضْلَهُ».
- وإما يكونُ الفاصلُ ظرفَ المضافِ مثلُ قولِ الشاعرِ: «كناحتٍ -يوماً- صخرةٍ بغسيلِ»، والتقديرُ: «كناحتٍ صخرةٍ يوماً بغسيلِ».
- وإما "جارُّ ومجرورٌ" مثلُ قولِ الرسولِ ﷺ:《فهلْ أنتمْ تاركو لي صاحبي؟》والتقديرُ: "تاركو (أصلها تاركونَ وحذفتِ النونِ للإضافة) صاحبي لي. 

3 - أنْ يكونَ الفاصلُ قَسَمَاً، مثالُهُ ما نقلَ الكِسَائيُّ منْ قولِ أحدِ الفصحاءِ: «هذا غلامُ -واللهِ- زيدٍ»، والتقديرُ: «هذا غلامُ زيدٍ واللهِ».
والأربعُ الخاصّةُ بضرورةِ الشعرِ هيَ الفصلُ بينَ المتضايفيْنِ بغيرِ معمولِ المضافِ، أو بفاعلِ المضافِ، أو بنعتِ المضافِ، أو بالنداءِ.

### العدد والإضافة
في العددِ نقول: «عندي ثلاثة إخوةٍ» فإخوةٌ هنا مضافٌ إليهِ، و«أحدَ عشرَ ديناراً» فدينارٌ تمييز.

#### إضافة الأعدادِ المركبة
قد يضافُ العددُ فيستغني عندئذٍ عن التمييز (أي المعدود)، لأنك لم تضفْ إلا والمميَزُ معلومُ الجنسِ عندَ السامعِ، مثلُ: "هذه عَشَرَتُكَ"، و"عِشْرو أبيكَ (حذفتِ النونُ للإضافةِ)، وأحدَ عشرَ أخيكَ، ويُستثنى من ذلك "اثنا عشر" و"اثنتا عشرة"، وفيما يلي تفصيلُ أوجهِ إضافةِ الأعدادِ من أحدَ عشرَ إلى تسعةَ عشرَ (11-19):
أ‌- يلازمُ العددُ البناءَ على فتحِ الجزأيْنِ في أحوالهِ جميعاً على رأي جمهور البصريينِ، فنقول: "هذهِ خمسةَ عشَرَ زيدٍ" (خمسةَ عشرَ: عددٌ مركّبٌ مبنيٌّ على فتحِ الجزأيْنِ في محلِّ رفع خبر، وهو مضافٌ)، و"إنَّ خمـسةَ عـشَرَ زيدٍ عندي" (خمسةَ عشرَ: في محلِّ نصبِ اسمِ إنّ، وهو مضافٌ)، و"حافـظتُ على خمسةَ عشرَ زيدٍ (خمسةَ عشرَ: في محلِّ جرٍّ بحرفِ الجرّ، وهو مضافٌ)، والاسمُ الظاهرُ مضافٌ إليه.
ب‌- يلازمُ الجزءُ الأوّلُ البناءَ على الفتح ويعربُ الجزءُ الثاني بحسبِ العواملِ فيكون مرفوعاً أو منصوباً أو مجروراً حسبَ موقعهِ من الجملةِ، نحو: «هـذه سبعةَ عشرُكَ»، «إنَّ سبعةَ عشرَكَ عندي»، «حافظْتُ على سبعةَ عشْرِ زيدٍ».
ت‌- يبنى الجزءُ الأولُ على الفتح ويعربُ الجزءُ الثاني بالجرِّ بالإضافةِ، ثم يجرّ ما بعده بالإضافةِ لفظاً أو محلاً، نحوُ: هذه تسعةَ عَشْرِ زيدٍ، رأيتُ تسعةَ عَشْرِ زيدٍ، مررْتُ بتسعةَ عشرِ زيدٍ.
ث‌- أن يعربَ الجزءُ الأولُ بحسبِ العوامل، ثم يضافُ الصدرُ إلى العجز، فالعجزُ مجرورٌ بالإضافةِ أبداً على هذه اللغةِ، ثم يكونُ العجزُ مضافاً إلى ما يذكرُ بعده، فنقولُ: «هذهِ خمسةُ عَشْرِ زيدٍ»، برفع (خمسة) على الخبرية وإضافتها إلى (عشر) المضافةِ بدورها، وجرّ «زيدٍ» للإضافةِ إليه. وهو مذهبُ الكوفيين.

### أحكام متفرقة
- يُجمعُ المضافُ جمعَ تكسيرِ أو جمعاً سالماً، فنقولُ: عبادُ اللهِ، وعبيدُ اللهِ، جمعاً لعبدِ اللهِ، ونقولُ كذلكَ: عبدو اللهِ (جمعُ مذكرٍ سالمٌ أضيفَ إلى معرفةٍ فحذفتْ النونُ، وأصلهُ عبدونُ). ويُقالُ: «أبناءُ عمٍّ» و«ابنا خالةٍ» كما يُقالُ: أبناءُ أعمامٍ، وابنا خالتينِ، والأولُ أشيعُ، ولو حضرَ ثلاثةٌ كلٌّ يدعى «أبو زيادٍ» قلنا: «حضرَ آباءُ زيادٍ» مع أنَ ابنَ كلٍّ منهم مختلفٌ، كما يجوزُ: آباءُ زيادونَ.[32]

وفي هذا دليلٌ على أن المتضايفيْنِ يصبحانِ كالكلمةِ الواحدةِ لآنَّ جمعَ الأوَّلِ «المضافِ» أغنى عنْ جمعِ الثاني «المضافِ إليهِ»، مثلُ قولنا «ردودُ الفعلِ» و«ردودُ الأفعالِ» بمعنىً واحد.
- تختصُّ «الإضافةُ» -بحسبِ التعريفِ- بالأسماءِ فقطْ، فلايُضافُ الفعلُ ولا الحرفُ إلى شيءٍ آخرَ مثلما لايضافُ إليهِمَا شيءٌ آخرُ.
- وإذا كانَ المضافُ شديدَ الإبهامِ فلايتعيّنُ بإضافتهِ إلى معرفةٍ مثلُ كلماتِ: غير، سوى، مثل، نظير، شبه... مثال: «جاءني رجلٌ مثلكَ»، «وجدتُ نظيرَ دراجتكَ»، «أحضرْ ثوباً غيرِ هذا»، وهنا لم يتعيّنِ الرجلُ في المثالِ الأولِ، ولا النظيرُ في المثالِ الثاني، ولا الثوبُ في المثالِ الثالثِ مع إضافتهِمْ جميعاً إلى معارفَ ولكنْ تخصّصوا.[33]
- و«المضافُ» يُعرَبُ حسبَ موقعِهِ في الجملةِ، أمَّّا «المضافُ إليهِ» فهوَ مجرورٌ دائماً، وهوَ معربٌ ولابُبنَى (لايقالُ مبنيٌَ على الكسرِ).
- ومثلما لايجوزُ أنْ يتقدَّمَ المجرورُ على حرفِ الجرِّ، فكذلك لايتقدَّمُ «المضافُ إليهِ» على «المضافِ»، لأنَّ الإضافَةَ أشبهتِ «الجارَّ والمجرورَ» فالمضافُ يجرُّ المضافَ إليهِ كما سلفَ القولُ، وهما أضحيا بمنزلةِ الكلمةِ الواحدةِ كالجارِّ والمجرور.
- إذا اتَّصلَ أحدُ الضمائرِ المتّصلةِ باسمٍ ظاهرٍ، كانَ الاسمُ مضافاً والضميرُ في محلِّ جرٍّ مضافٍ إليهِ. والضمائرُ التي تردُ في محلِّ جرٍّ في العربيةِ أربعةٌ وهيَ: ياءُ المتكلمِ، وكافُ المخاطَبِ أوِ الخطابِ، وهاءُ الغائبِ، و«نا» الدالَّةُ على الجماعة. كالقولِ: «رأيتُ صديقِيَ وزوجَكِ وسيارتَهُ من نافذةِ منزلِنا»، وورودُها في محلِّ جرٍّ خاصٌّ بالأسماءِ لا بالأفعالِ مثلما هي ضمائرِ الرفعِ والنصبِ.
- إذا أضيفَ الاسمُ إلى ياءِ المتكلمِ كُسِرَ آخرهُ لمناسبةِ الياءِ، وجازَ في الياءِ التسكينُ والفتحُ، مثلُ: «قمتُ بنصيبي منَ العملِ» أو «بنصيبيَ»، و«سموتُ بآخلاقِي» أو «بأخلاقِيَ»، إلا إذا كانَ "مقصوراً" (وهوَ كلُّ اسمٍ ينتهي بألفٍ لازمةٍ أصليّةٍ غيرِ زائدةٍ)، أو "منقوصاً" (وهوَ كلُّ اسمٍ معرَبٍ في آخرِهِ ياءٌ لازمَةٌ أصليّةٌ غيرُ مُشدَّدةٍ مكسورٌ ما قبلَهَا)، أو "مثنى"، أو "جمعَ مذكّرٍ سالماً"، فوجَبُ تسكينُ آخرهِ وفتحُ الياءِ. أمثلةٌ: «إنَّ عصايَ لجميلةٌ»، «أنتما صاحبايَ الوفيَّانِ».[هامش 4]

َ

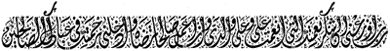
{ربِّ أوزعني أن أشكرَ نعمتك التي أنعمتَ عليَّ وعلى والديَّ، وأن أعملَ صالحاً ترضاهُ، وأدخلني برحمتك في عبادك الصالحين} (الأحقاف: 15).
(خطٌّ ديوانيّ جلي).

- الجملُ بعدَ الظروفِ في محلِّ جرٍّ بالإضافةِ: يضافُ الظرفُ إلى الجملةِ ليكتسبَ بها تعريفاً، مثلُ: «يومَ زرتني»، قال تعالى في سورة الحجر: ﴿قَالَ رَبِّ فَأَنْظِرْنِي إِلَى يَوْمِ يُبْعَثُونَ ۝٣٦﴾(21)[34] وكجملةِ قَدَّرْتِ في بيتِ ابنِ زريقٍ البغداديُِ (ت: 342هـ/1029م):

## أغراض تستخدم الإضافة لأجلها
سلفَ الذكرُ أنَّ الغايةَ الرئيسةَ منَ «الإضافةِ» تعريفُ النكرةِ أوْ تخصيصُها، وقد توسَّعَ العربُ في استعمالِ «الإضافةِ» كثيراً واتَّخذوا منها وسيلةً لإظهارِ أغراضٍ عدَّةٍ، بيانيَّةٍ أوْ لفظيَّةٍ، وهذا بعضُ ما سُعِيَ إليهِ في العربيَّةِ منِ استخدامِ «الإضافةِ»:
1 ـ التعبيرُ عنِ المُلكيَّةِ: مثالُهُ: «دراجةُ نزارٍ سريعةٌ»، وذلكَ سواءً على الحقيقةِ تملُّكاً، أو على المجازِ إجارةً أو عاريةً.
2 ـ التعبيرُ عنِ الظرفيَّةِ: مثالُهُ: ﴿أَقِمِ الصَّلَاةَ لِدُلُوكِ الشَّمْسِ إِلَى غَسَقِ اللَّيْلِ وَقُرْآنَ الْفَجْرِ إِنَّ قُرْآنَ الْفَجْرِ كَانَ مَشْهُودًا ۝٧٨﴾ [الإسراء:78]،(22) أي للدلوكِ في الشمسِ (زوالها)، والغسقِ في الليلِ (الغسقُ: أولُ العتمةِ)، والقرآنِ في الفجر، والمقصودُ بقرآنِ الفجرِ صلاةُ الصُّبْحِ.
3 ـ تبيانُ النوعِ: مثالُهُ: «هذا بابُ حديدٍ» أي بابٌ مصنوعٌ من حديدٍ. قال امرؤ القيس (حوالي 540م):
أي جلمود من صخر.
4 ـ تمييزُ العددِ: مثالُهُ: «عندي ثلاثةُ إخوةٍ» بدلاً من «عندي إخوةٌ ثلاثةٌ».
5 ـ التأكيدُ على الصفَةِ وإبرازُها: مثالُهُ: «أعجبني عميقُ تحليلِكَ، وواسعُ اطلاعكَ»، و«أعجبني عمقُ تحليلِكَ، وسعةُ اطلاعكَ»، (عميقُ وعمقُ: فاعلانِ وهما مضافانِ، وتحليل: مضافٌ إليهِ، وكذا: واسعُ وسعةُ، واطلاع)، بدلاً من «أعجبني تحليلُكَ العميقُ، واطلاعُكَ الواسعُ»، ومثلُهُ القولُ: «جزيلُ الشكرِ» فإنَّهَا أبلغُ من «شكراً جزيلاً» في المعْنى.
6 ـ تخفيفُ اللفظِ: مثالُهُ: «هذا ضاربُ زيدٍ» بدلاً منْ «هذا ضاربٌ زيداً».
7 ـ اختصارُ الكلامِ: مثالُهُ: «تحدثتُ إلى حارسِ المدرسةِ»، بدلاً من «تحدَّثْتُ إلى منْ يحرسُ المدرسةَ».
8 ـ التعبيرُ عنِ التفضيلِ المطلقِ: مثالُهُ: قال رسولُ اللهِ ﷺ:《إنَّ من شرِّ الناسِ منِ اتَّقاهُ الناسُ لشرِّهِ》
 وقالَ ﷺ:《أَحَبُّ الناسِ إلى اللهِ أنفعُهم للناسِ، وأَحَبُّ الأعمالِ إلى اللهِ  سرورٌ تُدخِلُه على مسلمٍ؛ تَكشِفُ عنه كُربةً، أو تقضِي عنه دَيْناً، أو تَطرُدُ عنهُ جوعاً》 وقال ﷺ:《أشد الناس عذاباً للناس في الدنيا، أشد الناس عذاباً عند الله يوم القيامة》.
9 ـ التعبيرُ عنْ أغراضٍ بيانيَّةٍ: كالتشبيهِ والاستعارةِ والكنايةِ والمجازِ: ومن أمثلتِهِ: «انطلقَ العداءُ انطلاقَ السهمِ» (بحذفِ كافِ التشبيهِ)، وقولُهُمْ: «ألقى عصا التَّرحالِ» كنايةً عن استقرارِهِ بعدَ طولِ تَطوافٍ في البلادِ، وقولهمْ «دودةُ كتبٍ» كنايةً عنِ المرءِ كثيرِ المطالعةِ والقراءةِ، و«ابنُ السبيلِ» كنايةً عنِ المنقطع عن الرجوعِ إلى بلدهِ، و«سَحَابَةُ النهارِ» كنايةً عن معظمِ النهارِ، و«سَحَابَةُ صيفٍ» كنايةً عن ضعفِ التأثير، و«مرورُ الكرامِ» كنايةً عن قصر المدةِ، و«طويلُ الباعِ» كنايةً عن الخبرة، و«قليلُ ذاتِ اليدِ» كنايةً عن الفقرِ، و«قليلُ الحيلةِ» كنايةً عن العجزِ، وعكسها «واسعُ الحيلةِ»، و«لم ينبسْ ببنتِ شفةٍ» أي لم يفتحْ فمه بحرفٍ، و«عاد بخُفَّيْ حنينٍ» كنايةً عن الخيبةِ، ومثلها «خالي الوفاضِ»، و«طريحُ الفراشِ» كنايةً عنِ المرضِ، و«اندلعتْ ألسنةُ اللهبِ» كنايةً عنِ شبوبِ النارِ، و«موطئ قدم» كنايةً عن حيّزٍ صغير، و«قاب قوسينِ» كنايةً عن شدة القرب زماناً أو مكاناً، و«عنقُ الزجاجة» كناية عن اشتدادِ الأزمةِ وضيقِ الأمر، و«أمرٌ ذو بالٍ» كنايةً عن أهميته، و«ضرب بخطتهِ عرضَ الحائطِ» إذا أهملها ولم يُعرْها اهتماماً، ومثله «ألقاها خلفَ ظهرهِ»، و«ذهب أدراج الرياح» إذا ضاع وصار هباءً منثوراً، و«مربط الفرس» و«بيت القصيد» كناية عن محل الشاهد أو فكرة الحديث أو النقطة الرئيسة، وهذا لشيوعِهِ أكثرُ من أن يحصى في العربيّةِ، قالتِ الخنساءُ:
كنايةً عنْ أنَّ دارَهُ فسِيحةٌ رحبةٌ لكثرةِ قُصّادِها، وكثرةِ نحرهِ لإطعامِ الفقراءِ والضيفانِ وقتَ الشتاءِ حينَ يُمْحِلُ المرعى، ويجفُّ الضِّرعُ دليلُ جودهِ وسعةِ كرمِهِ.
وفي «العاميَةِ الدارجَةِ» -ممَّا قُبِسَ منَ أساليبِ الفصحى- يُقالُ: «كلام دهب» كنايةً عن أهميَّتِهِ أو جودتِهِ أو نفاستِهِ.
10 ـ التسميةُ: منْ أمثلتِهَا: «عبدُ الرحمنِ» و«جلالُ الدِّينِ» و«نعمةُ اللهِ» و«زين العابدين». في الأصلِ وُجدَتْ رابطةُ الإضافةِ بينَ لفظتيْ «عبدِ» و«الرحمن» لتفيدَ معنى العبوديَّةِ للَّهِ ، ثمَّ غدتْ اسماً عَلَماً يدلُّ على امرئٍ بعينهِ، ومثلهُ «أبو بكرٍ» و«ابنُ مسعودٍ» تحوَّلَا من دلالةٍ على الأبوَّةِ والبُنوَّةِ إلى اسمَيْ عَلَمٍ، فضلاً عنْ أنَّ «الإضافةَ» بـ«أبٍ» أو «ابنٍ» ربَّما تكونُ على المجازِ لا على الحقيقةِ «كـأبي هريرةَ» فقُصدَ منها عند إطلاقِها التعريفُ كما الاسمُ العَلَمُ. ناهيكَ عنْ «بيتِ المقْدسِ» فهنا تحوَّلتِ «الإضافةُ» منَ الدلالةِ على بيتٍ للقداسةِ إلى اسمٍ لمدينةِ "القدسِ".

## أمثلة على «الإضافة»
* قال : ﴿لقدْ نصركمُ الله في مواطنَ كثيرةٍ، ويومَ حُنينٍ إذْ أعجبتْكمْ كثرتُكمْ﴾(23) (إضافةُ ظرفٍ (يوم) إلى اسمٍ (حُنين)، وإضافةُ ظرفِ (إذْ) إلى جملةٍ (أعجبتكم)، وإضافةٌ إلى ضمير متصلٍ).
* قالَ رسولُ اللهِ ﷺ:《حُبُّكَ الشيءَ يُعْمي ويُصِمُّ》 (إضافةُ «مصدرٍ» إلى الضميرِ المتصلِ).
* قالَ رسولُ اللهِ ﷺ:《إنَّ شَرَّ النَّاسِ ذُو الوَجهَينِ، الذي يأْتي هؤلَاءِ بوَجهٍ وهؤلَاءِ بوَجهٍ》 (إضافة اسم التفضيل إلى اسم (الناس)، وذو (أحد الأسماء الخمسة) إلى اسم (الوجهين).
* «عبورُ الولدِ الطريقَ بمفردِهِ خطرٌ عليه». (إضافةُ «مصدرٍ» إلى فاعلِهِ، أصلها يعبر الولد).
* قالَ «أبو ذؤيبٍ الهذليُّ» (تُوفّيَ قبلَ سنةِ 35هـ/656م): (إضافةٌ إلى ضميرٍ متصلٍ، وإضافةُ «كلٍّ» إلى نكرةٍ):
* «مُصلِّحُ السياراتِ ليسَ في ورشتِهِ». (إضافةُ "اسمِ فاعلٍ" إلى مفعولِهِ، أصلها يصلح السيارات).
* قالَ "عنترةُ": (في البيتِ الأوّلِ نكرةٌ مُخصَّصةٌ، وفي الثاني إضافةُ "صيغةِ مبالغةٍ منِ "اسمِ الفاعلٍ" (دلّالٌ على وزنِ "فعَّالٍ") إلى مفعولِها، وإضافتانِ إلى ضميرٍ متَّصلٍ، وفي البيتِ الثالثِ إضافتانِ أولاهُما إلى ضميرٍ متصلٍ وثانيتهُما إلى اسمٍ موصولٍ):
* «هذا ولدٌ حسنُ التربيةِ». (إضافةُ صفةٍ مشبَّهَةٍ بالفعلِ إلى فاعلِهَا).
* قالَ «العَرْجيُّ» الشاعرُ الأمويُّ: (في البيتِ الأولِ ثلاثُ نكراتٍ مخصَّصةٍ (سُهِّلَ تنوينُ «ثغرٍ» للقافيةِ)، وفي البيتِ الثاني إضافةُ ظرفٍ إلى مضافٍ إلى مضافٍ إليهِ، وإضافتانِ إلى ضميرٍ متصلٍ):
* «رجعَ الولدُ مجروحَ اليدِ». (إضافةُ "اسمِ مفعولٍ" إلى نائبِ فاعلِهِ).
* قالَ الشاعرُ: (إضافةُ «غير» إلى نكرةٍ (نكرَةٌ مخصَّصةٌ)):
- قالَ «الصّمةُ القُشيْريُّ»: (المتوفى 96هـ/714م): (إضافةٌ إلى مضافٍ إليهِ مُعرّفٍ بالإضافةِ، وإضافةُ ظرفٍ إلى اسمٍ)

- قال : ﴿وفوقَ كلِّ ذي علمٍ عليمٌ﴾(24) (إضافة «ظرف» و«كل» و«ذو» من الأسماء الخمسة، وتعدد المضاف إليه)

## أمثلة إعرابية
- ﴿ كلتا الجنتينِ آتتْ أُكُلَها ﴾(25)[43]

(الأُكُلُ (بضمِّ الهمزةِ والكافِ): الثمارُ)
- كلتا: مبتدأٌ مرفوعٌ، وعلامةُ رفعهِ الضمةُ المقدرةُ على الألفِ منعَ من ظهورها التعذرُ (لأته اسمٌ مقٌصورٌ، أي منتهٍ بألفٍ)، وهوَ مضافٌ،
- الجنتيْنِ: مضافٌ إليهِ مجرورٌ وعلامة جرِّهِ الياءُ لأنه مثنى، والنونُ عوضٌ عنِ التنوينِ في الاسمِ المفرد.
- آتتْ: آتى: فعلٌ ماضٍ مبنيٌّ على الفتحة المقدرة على الألف المحذوفة لالتقاء الساكنين. وتاءُ التأنيثِ الساكنةُ: حرفٌ مبنيٌّ على السكونِ لا محلَّ لهُ منَ الإعرابِ. والفاعلُ: ضميرٌ مستترٌ وجوباً تقديرُهُ هيَ عائدٌ على الجنَتيْنِ.
- أُكُلَها: أُكُلَ: مفعولٌ بهِ منصوبٌ وعلامةُ نصبهِ الفتحةُ الظاهرةُ على آخرهِ، وهوَ مضافٌ. والهاءُ: ضميرٌ متَّصلٌ مبنيٌّ على الفتحِ في محلَّ جرٍّ مضافٌ إليهِ.
- وجملةُ آتتْ منَ الفعلِ والفاعلِ والمفعولِ بهِ في محلِّ رفعٍ خبرٌ لـ«كلتا»، والتقديرُ «كلتا الجنَّتينِ مؤتِيَةٌ أُكُلَهَا».
- وجملةُ كلتا الجنتينِ آتتْ أكلها من المبتدأِ والخبرِ استئنافيةٌ لا محلَّ لها منَ الإعرابِ.
- «كلانا موافقانِ»

(تقدّمَ في بحثِ «كلا» و«كلتا» أن الأفصحَ فيهما الإخبارُ عنهما بالمفردِ إذا أضيفتا إلى ضمير، أي «كلانا موافق» ولكن نعربها هنا للتمثيلِ)
- كلانا: كلا: مبتدأٌ مرفوعٌ، وعلامةُ رفعِهِ الألفُ لأنه ملحقٌ بالمثنى، وهوَ مضافٌ، نا: ضميرٌ متَصلٌ مبنيٌ على السكونِ في محلِّ جرٍّ مضافٌ إليهِ.
- موافقانِ: خبرٌ مرفوعٌ، وعلامةُ رفعهِ الألفُ لأنَّهُ مثنى، والنونُ عوضٌ عنِ التنوينِ في الاسمِ المفردِ. والجملةُ ابتدائيّةٌ لا محلَّ لها منَ الإعراب.
- وسيفِي كانَ في الهيْجا طبيباًيُداوي رأسَ منْ يشكو الصُّداعا

- وسيفِي: الواوُ: بحسبِ ما قبْلَهَا، سيفِ: مبتدأٌ مرفوعٌ، وعلامةُ رفعِهِ الضمَّةُ المقدَّرَةُ على الفاءِ منعَ منْ ظهورِهَا اشتغالُ المحلِّ بالحركةِ المناسبةِ، وهوَ مضافٌ، والياءُ: ضميرٌ متصلٌ مبنيٌ على السّكونِ في محلِّ جرٍّ مضافٌ إليهِ. وجملةُ سيفي من المبتدأِ والخبرِِ ابتدائيّةٌ لا محلَّ لها منَ الإعراب.
- كانَ: فعلٌ ماضٍ ناقصٌ يدخلُ على الجملةِ الاسميّةِ فيرفعُ المبتدأَ ويسمَّى اسمَهُ وينصبُ الخبرَ ويسمَّى خبرَهُ. واسمُهُ ضميرٌ مستترٌ تقديرُهُ هوَ يعودُ على السيفِ.
- في: حرفُ جرٍّ.
- الهيجا: اسمٌ مجرورٌ بحرفِ الجرِّ، وعلامةُ جرِّهِ الكسرةُ المقدَّرةُ على الألفِ منعَ منْ ظهورها التعذرُ، والجارُّ والمجرورُ متعلقانِ باسمِ كانَ المحذوفِ.
- طبيباً: خبرُهُ منصوبٌ، وعلامةُ نصبِه الفتحةُ الظاهرةُ على آخرِهِ، ونُوِّنَ لأنه نكرةٌ.
- وجملةُ «كانَ طبيباً» منْ كانَ واسمِهَا وخبرِهَا في محلِّ رفعٍ خبرٌ لسيفي، والتقدير «وسيفي كائنٌ في الهيجا طبيباً».
- يُداوي: فعلٌ مضارعٌ مرفوعٌ، وعلامةُ رفعِهِ الضمَّةُ المقدرة على الياء منع من ظهورها الثقل، والفاعلُ ضميرٌ مستترٌ وجوباً تقديرُهُ هوَ يعودُ على سيفي، وجملةُ «يداوي» منَ الفعلِ والفاعلِ والمفعولِ بهِ في محلِّ نصبٍ صفةٌ لـ«طبيباً».
- رأسَ: مفعولٌ بِهِ منصوبٌ، وعلامةُ نصبِهِ الفتحةُ الظاهرةُ على آخرِهِ، وهو مضافٌ.
- مَنْ: اسمٌِ موصولٌ بمعنى الذي مبنيٌّ على السكونِ في محلِّ جرٍّ بالإضافةِ.
- يشكو: فعلٌ مضارعٌ مرفوعٌ وعلامةُ رفعِهِ الضمَّةُ المقدرة على الواو منع من ظهورها الثقل، والفاعلُ: ضميرٌ مستترٌ وجوباً تقديرُهُ هوَ عائدٌ على اسمِ الموصولِ.
- الصُّداعا: مفعولٌ بِهِ منصوبٌ وعلامةُ نصبِهِ الفتحةُ الظاهرةُ على آخرِهِ، والألفُ للإطلاق.
- وجملةُ «يشكو الصداعا» منَ الفعلِ والفاعلِ والمفعولِ بهِ لا محلَّ لها منَ الإعرابِ لأتها صلةُ الموصولِ.
- وإذا المنيّةُ أنشبتْ أظفارَهاألفيتَ كلَّ تميمةٍ لاتنفعُ

- وإذا: الواو: بحسبِ ما قبلها، إذا: ظرفٌ لما يُستقبلُ منَ الزمانِ، أداةُ شرطٍ غير جازمةٍ في محلِّ نصبٍ ظرفُ زمانٍ.
- المنيةُ [المنيّةُ: الموتُ]: مبتدأٌ مرفوعٌ وعلامةُ رفعِهِ الضمّةُ الظاهرةُ على آخرِهِ.
- أنشبَتْ: فعلٌ ماضٍ مبنيٌّ على الفتحِ، والتاءُ: تاءُ التأنيثِ الساكنةُ لا محلَّ لها منَ الإعرابِ، والفاعلُ ضميرٌ مستترٌ وجوباً تقديرهُ هيَ يعودُ على المنيّةِ، وجملةُ «أنشبتْ» منَ الفعلِ والفاعلِ في محلِّ رفعٍ خبرٌ للمنيّةِ، والتقديرُ المنيةُ منشبةٌ أظفارَها، وجملةُ «المنيةُ منشبةٌ» منَ المبتدأِ والخبرِ في محل جرٍّ مضافٌ إليه.
- أظفارَها: أظفارَ: مفعولٌ بهِ منصوبٌ وعلامةُ نصبهِ الفتحةُ الظاهرةُ على آخرهِ، وهوَ مضافٌ، والهاءُ: ضميرٌ متصلٌ مبنيٌّ على الفتحِ في محلِّ جرٍّ بالإضافةِ.
- ألفيتَ: ألفى: فعلٌ ماضٍ مبنيٌّ على السكونِ لاتصالِهِ بتاءِ الفاعلِ المتحركةِ، والتاءُ: تاءُ الفاعلِ المتحركةُ ضميرٌ متصلٌ مبنيٌّ على الفتح في محلِّ رفعٍ فاعلٌ للفعلِ ألفى، وجملةُ «ألفيْتَ» منَ الفعلِ والفاعلِ والمفعولِ بهِ لا محلَّ لها من الإعرابِ لأنّها جوابُ شرطٍ غيرِ جازمٍ.
- كلَّ: مفعولٌ بهِ منصوبٌ وعلامةُ نصبهِ الفتحةُ الظاهرةُ على آخرهِ، وهوَ مضافٌ.
- تميمةٍ: مضافٌ إليهِ مجرورٌ وعلامةُ جرِّهِ الكسرةُ الظاهرةُ على آخرهِ.
- لاتنفعُ: لا: نافيةٌ لا عملَ لها. تنفعُ: فعلٌ مضارعٌ مرفوعٌ وعلامةُ رفعهِ الضمةُ الظاهرةُ على آخرهِ، والفاعلُ ضميرٌ مستترٌ وجوباً تقديرهُ هوَ يعودُ على تميمةٍ، وجملةُ «لا تنفعُ» منَ الفعلِ والفاعلِ في محلِّ جرٍّ صفةٌ لتميمةٍ والتقديرُ «تميمةٍ غيرِ نافعةٍ».

## الهوامش
1. ↑  يُستشهدَ بشعرِ من توفيَ قبلَ عامِ 150هـ منَ الشعراءِ بعدَ ثبوتِ صحةِ روايةِ الشعر بلفظهِ عنه، أما من توفّيَ بعدَ ذلك فيؤخذُ بشعرهم على سبيلِ التمثيلِ لا الاستشهاد. [انظر "الموجزُ في قواعدِ اللغةِ العربيةِ": سعيد الأفغاني، ص. 5].
2. ↑  حديث صحيح أخرجه ابن ماجه في سننه (738)، والبخاري في "التاريخ الكبير" (1/332) باختلافٍ يسيرٍ، وابن خزيمة في صحيحه (1292) واللفظ له عن جابر بن عبدالله رضي الله عنهما.
3. ↑  تمام الحديث الشريف، قالِ ﷺ: 《أيها الناس، إن الله بعثني إليكم، فقلتم: كذبت،، وقال أبو بكرٍ: صدفت، وواساني بنفسِهِ ومالِهِ، فهل أنتم تاركو لي صاحبي؟!》
4. ↑  في جمع الاسم المنقوص تحذف ياؤه وتضاف واو ونون (بحالة الرفع): "جاء داعو الخير" (أصلها داعون وحذفت النون للإضافة)، "مررت بالداعين للخير"، أو ياء ونون (بحالتي النصب والجر): "رأيت محامي المتهم"، "مررت بالمُحامين". [موقع المرسال: https://www.almrsal.com/post/564429] نسخة محفوظة 2020-10-01 على موقع واي باك مشين.
5. ↑  شرُّ أصلُهَا أشرُّ وحذفتْ همزتُهَا للتخفيفِ، ومثلها اسمُ التفضيلِ خيرُ.

### ثبت المراجع
1. 1 2  معجمُ المصطلحات النحويَّة والصرفيّة: ص 136.
2. 1 2  الموجزُ في قواعدِ اللغةِ العربيةِ: ص 341.
3. ↑  معجمُ المصطلحاتِ النحويّةِ والصرفيّةِ: ص 136-137.
4. ↑  كتابُ "التعريفات": الشريفِ الجرجاني.
5. 1 2  معجمُ المصطلحاتِ النحويّة والصرفيّة: ص. ص 136-137.
6. ↑  شرحُ قطرِ النَّدى وبلِّ الصَّدى: ص. 213.
7. ↑  "ص122 - كتاب معاني النحو - معنى الإضافة - المكتبة الشاملة الحديثة". al-maktaba.org. مؤرشف من الأصل في 2021-03-02. اطلع عليه بتاريخ 2021-03-02.
8. ↑  معجمُ المصطلحاتِ النحويّةِ والصرفيّةِ: ص. 136، نقلاً عنِ "الأشموني".
9. 1 2 3  الموجز في قواعدِ اللغة العربية: ص. 342.
10. ↑  الموجزُ في قواعدِ اللغةِ العربيةِ: ص. ص 341-342.
11. ↑  ابن السرّاج. الأصول في النحو - المجلد  الأول. ص. 54. مؤرشف من الأصل في 2022-07-15.
12. 1 2 3 4  شرحُ قطرِ النَّدى وبلِّ الصَّدى: ص 214.
13. ↑  "الإضافة - - The Arabic Lexicon". arabiclexicon.hawramani.com. مؤرشف من الأصل في 2019-12-10. اطلع عليه بتاريخ 20 ينايرَ/كانونَ الثاني 2021م.. {{استشهاد ويب}}: تحقق من التاريخ في: |تاريخ الوصول= (مساعدة)
14. ↑  "الاسم المعرف بإضافته إلى معرفة من المعارف الخمسة". www.alukah.net. 21 أكتوبر 2018. مؤرشف من الأصل في 2022-07-15. اطلع عليه بتاريخ 2022-07-15.
15. ↑  الموجزُ في قواعدِ اللغةِ العربيةِ: ص ص 342-343.
16. ↑  الموجزُ في قواعدِ اللغةِ العربيةِ: ص. 343، المتنُ والهامشُ.
17. ↑  "في اللغة: سنين وسنون - ديوان العرب". diwanalarab.com. مؤرشف من الأصل في 2022-08-28. اطلع عليه بتاريخ 2022-08-28.
18. ↑  "شرح ألفية ابن مالك للعثيمين". islamport.com. مؤرشف من الأصل في 2022-08-28. اطلع عليه بتاريخ 2022-08-28.
19. ↑  شرحُ قطرِ النَّدى وبلِّ الصَّدى: ص 216.
20. ↑  شرحُ ابنِ عقيلٍ: 1/186.
21. ↑  شرحُ قطرِ النَّدى وبلِّ الصَّدى: ص ص 215-216.
22. ↑  أغراضُ إقامةِ المضافِ إليهِ مُقامَ المضافِ - الاتساعُ والتجوّزُ في الكلامِ: د. سعد الدين إبراهيم المصطفى، موقعُ الألوكةِ الأدبيَّةِ واللغويَّةِ
23. ↑  الموجَزُ في قواعدِ اللغةِ العربيّةِ: ص ص 343-344.
24. 1 2 3 4  صورُ إقامةِ المضافِ إليهِ مُقامَ المضافِ: د. سعد الدين إبراهيم المصطفى، موقعُ الألوكةِ الأدبيَّةِ واللغويَّةِ.
25. 1 2 3 4 5  الموجزُ في قواعدِ اللغةِ العربيةِ: ص 344.
26. 1 2 3 4  الموجزُ في قواعدِ اللغةِ العربيةِ: ص. 345.
27. ↑  الموجزُ في قواعدِ اللغةِ العربيةِ: ص. 345، الهامشُ.
28. ↑  الموجَزُ في قواعدِ اللغةِ العربيةِ: ص 344.
29. 1 2  هل يجوز الفصل بين المضاف والمضاف إليه؟ محمد تبركان، موقعُ الألوكةِ الأدبيّةِ واللغويّةِ.
30. ↑  تخريجُ مشكلِ الآثارِ: شعيبُ الأرناؤوطِ. رواهُ أبو الدرداءِ -- حديثٌ إسنادُه على شرطِ البخاري، وقد أخرجه البخاري كذلك ياختلافٍ يسير.
31. ↑  
سعدون أحمد علي الرباكي (9 مايو 2012). "الأعداد المركبة وألفاظ العقود والعطف عليها". جامعة بابل، العراق. مؤرشف من الأصل في 2020-02-17. اطلع عليه بتاريخ 2021-03-03.
32. ↑  "موقعُ نداءِ الإيمانِ، (2/2/202l) تاريخُ الاطلاعِ عليهِ"، بابُ جمعِ الأسماءِ المضافة.
33. ↑  الموجزُ في قواعدِ اللغةِ العربيةِ: ص. 341، الهامشُ.
34. ↑  معجم الصواب اللغوي: د. أحمد مختار عمر، ج. 2 / ص. 352، (نسخة PDF من موقعِ "المكتبة الشاملة الحديثة"). اطلعَ عليهِ بتاريخِ 24/2/2021.
35. ↑  إعراب القرآن الكريم وبيانه: ج. 5 / ص. 486.
36. ↑  تفسيرُ ابنِ كثيرٍ، وتفسيرُ الجلالينِ، وتفسيرُ السعديِّ.
37. ↑  أخرجهُ مسلمٌ في صحيحهِ (برقم 2591)، وأبو داوُدَ في "سننِ أبي داود"، والترمذيُّ في "سننِ الترمذي"، وأحمدُ في "مسند أحمد"، ومالكُ في "الموطأ" عن عائشة رضيَ اللهُ عنها.
38. ↑  أخرجه الطبرانيُّ في "المعجمِ الكبيرِ" (برقمِ 13646) وفي "المعجمِ الأوسطِ" (برقمِ 6026)، والأصبهانيُّ في "قِوَامُ السنّةِ" واللفظ له حسبما أخرجه المنذري في كتابه "الترغيبِ والترهيبِ" (برقمِ 1162)، عن عبدِاللهِ بنِ عمرَ رضيَ اللهُ عنهما، وأورده الألباني في "صحيح الترغيبِ والترهيبِ" (برقمِ 2623): (حديثٌ حسنٌ لغيره).
39. ↑  السيوطي: "الجامع الصغير" عن خالد بن الوليد رضي الله عنه برقم 1043، (حديث صحيح).
40. ↑  إعراب القرآن الكريم وبيانه: ج 4 / ص 80.
41. ↑  أخرجهُ أبو داوُدَ في "سننِ أبي داوُدَ"، وأحمدُ بنُ حنبلٍ في "مسندِ ابنِ حنبلٍ" عن أبي الدرداءِ .
42. ↑  أخرجهُ البخاري ومسلم وأبو داوُدَ في سننِه وابنُ حبان في صحيحه عن أبي هريرة .
43. ↑  إعراب القرآن الكريم وبيانه: ج 5 / ص 599.
44. ↑  تفسيرُ ابنِ كثيرٍ، وتفسيرُ الجلاليْنِ.

### ثبَتُ الآياتِ القرآنيّةِ
1. النّازعاتُ: 46.
2. الأحزابُ: 33.
3. الزُّمُرُ: 46.
4. المائدةُ: 98.
5. القمرُ: 27.
6. الحجُّ: 9.
7. يوسُفُ: 82.
8. البقرةُ: 93.
9. الذَّارياتُ: 1-4.
10. النساءُ: 176.
11. النَّحلُ: 21.
12. الزّخرفُ: 26.
13. الإسراءُ: 47.
14. الأعرافُ: 56.
15. المدَّثِّرُ: 38.
16. الكهفُ: 33.
17. مريمُ: 95.
18. المؤمنونَ: 53.
19. الأنبياءُ: 93.
20. آلِ عمرانَ: 44.
21. الحِجْر: 36.
22. الإسراءُ: 78.
23. التَّوْبةُ: 25.
24. يوْسُف: 76.
25. الكهْفُ: 33.

### بيانات المصادر
- سعيدٌ الأفغانيُّ (1971). الموجزُ في قواعدِ اللغةِ العربيةِ (ط. الأولى). بيروت، لبنان،: دارُ الفكرِ.

- ابنُ هشامٍ الأنصاريُّ (تحقيق: محمدُ خيرِ طعمةِ الحلبيِّ) (دونما تاريخٍ). شرحُ قطرِ النّدى وبلِّ الصّدى (ط. لم تذكر (نسخة pdf)). بيروت، لبنان،: دارُ المعرفةِ. {{استشهاد بكتاب}}: تحقق من التاريخ في: |سنة= (مساعدة)

- محمد محيي الدينِ الدرويش (1412هـ/1992م). إعرابُ القرآنِ الكريمِ وبيانُه (تسعةُ أجزاءٍ) (ط. الثالثةُ (نسخة pdf)). حمص، سوريا، دمشق، سوريا، بيروت، لبنان: دارُ الإرشادِ للشؤونِ الجامعيّةِ، ودارُ ابنِ كثيرٍ للطباعةِ والنشرِ والتوزيعِ، ودارُ اليمامةِ للطباعةِ والنشرِ والتوزيعِ. {{استشهاد بكتاب}}: تحقق من التاريخ في: |سنة= (مساعدة)

- ابنُ عقيلٍ العقيليُّ (تحقيق: محمد محي الدين عبدِ الحميدِ) (1980). شرحُ ابنِ عقيلٍ على ألفيَّةِ ابنِ مالكٍ (ط. العشرون (نسخة pdf)). القاهرةُ، مصرُ،: دارُ التراثِ.

- د. محمد سمير نجيب المهدي (1985م). معجمُ المصطلحاتِ النحويّةِ والصرفيّةِ (ط. الأولى). بيروتَ، لبنانَ، وعمانَ، الأردنُ،: مؤسسةُ الرسالةِ، دار الفرقانِ.

- أحمد مختار عمر (2008م). معجم الصواب اللغوي (ط. الأولى). القاهرة: عالمُ الكتبِ.

### مواقع الشابكة
- هلْ يجوزُ الفصلُ بينَ المضافِ والمضافِ إليهِ؟: محمد تبركان، موقع الألوكة الأدبيّةِ واللغويّة.
- أغراضُ إقامةِ المضافِ إليهِ مُقامَ المضافِ - الاتساعُ والتجوّزُ في الكلامِ: د. سعد الدين إبراهيم المصطفى، موقعُ الألوكةِ الأدبيَّةِ واللغويَّةِ.
- صورُ إقامةِ المضافِ إليهِ مُقامَ المضافِ: د. سعدُ الدينِ إبراهيمُ المصطفى، موقعُ الألوكةِ الأدبيَّةِ واللغويَّةِ.
- الأعداد المركبة وألفاظ العقود والعطف عليها: سعدون أحمد علي الرباكي، جامعة بابل، العراق.
- الفصلُ بينَ المضافِ والمضافِ إليهِ: محمد تبركان، ملتقى أهلِ اللغةِ لعلومِ اللغةِ العربيّةِ.
- التحرير والتنوير: الطاهرُ بنُ عاشورٍ.

## وصلات خارجية
- ملخص بحث إقامة المضاف إليه مقام المضاف، دراسة في إعراب القرآن لأبي جعفر النحاس (ت388هـ)
- ملتقى أهل البلاغة
- المضاف والمضاف إليه، محفظة الأستاذ خليفة